# BMW US Manufacturing Company
BMW US Manufacturing Company, LLC ist ein Automobilhersteller in den USA und eine Tochtergesellschaft der BMW AG. Die Produktion begann am 11. Juli 1994.

## Werksdaten
Derzeit werden ca. 10.000 Arbeitnehmer beschäftigt, die täglich rund 1400 Fahrzeuge herstellen. 2016 waren in dem Werk 8800 Arbeiter beschäftigt und wurden 405.000 Autos produziert. Das Werk war die größte Produktionsstätte deutscher Autohersteller in den USA. 
Innerhalb der Fahrzeug-Identifikationsnummer werden und wurden mehrere Herstellercodes verwendet, beispielsweise 4US und 5UX, aber auch 5UM und 5YM. An der elften Position zur Identifikation des Montagewerkes wird der Buchstabe L verwendet.
Das Werk hat den Spitznamen „X-Werk“ wegen der dort produzierten Modelle X3, X4, X5 und X6 – passend zu der BMW-internen Bezeichnung „Werk 10“ (X ist das römische Zeichen für „10“). Das sogenannte „BMW Zentrum“, ein BMW-Museum mit integrierter Vortragshalle, ist das optische Aushängeschild des Werkes.

## Modelle
Das erste produzierte Fahrzeug war ein BMW 318i.
Von 1995 bis 2002 wurde der BMW Z3 in 297.087 Exemplaren hergestellt.
Bis zu seinem Produktionsende im August 2008 wurde dort das BMW-Modell Z4 gebaut. 
Seit 2010 wird dort der bisher von Magna Steyr in Österreich produzierte X3 gebaut.
Hergestellt werden derzeit die Modelle X3, X4, X5, X6, X7 und XM. Im Jahr 2020 erfolgt neben den Werken Dingolfing und Shenyang in China die Herstellung von Batterien.